# Expédition de Ali ibn Abi Talib
L’Expédition de Ali ibn Abi Talib contre la tribu Banu Tai, se déroula en août 630 AD, 9AH, 2e mois, du Calendrier islamique,,.